# Ciniflella lutea
Espèce
Synonymes
- Altellopsis luteus Mello-Leitão, 1924

Ciniflella lutea est une espèce d'araignées aranéomorphes de la famille des Zoropsidae.

## Distribution
Cette espèce est endémique de l'État de Rio de Janeiro au Brésil,. Elle se rencontre vers Niterói.

## Description
La femelle holotype mesure 6 mm.
La femelle décrite par Brescovit, Grismado, Almeida-Silva et Ramírez en, 2025 mesure 4,2 mm.

## Systématique et taxinomie
Cette espèce a été décrite par Mello-Leitão en 1921.
Altellopsis luteus a été placée en synonymie par Roewer en 1955.

## Publication originale
- Mello-Leitão, 1921 : « Um genero e quatro especies novas de aranhas do Brasil. » Revista de Sciencias, vol. 5, p. 179-180.